# فيفيان كروفورد
فيفيان كروفورد (11 أبريل 1879 بليستر في المملكة المتحدة - 21 أغسطس 1922 في المملكة المتحدة) (بالإنجليزية: Vivian Crawford)‏ هو لاعب كريكت بريطاني (وحمل سابقاً جنسية المملكة المتحدة لبريطانيا العظمى وأيرلندا). لعب مع نادي مقاطعة سري للكريكت ‏ ونادي مقاطعة ليسترشاير للكريكت ‏.